# Serhij Pohodin
Serhij Anatolijovitsj Pohodin (Oekraïens: Сергій Анатолійович Погодін, Russisch: Сергей Анатольевич Погодин, Sergej Anatoljevitsj Pogodin; Roebizjne, 29 april 1968) is een Oekraïens voormalig profvoetballer en tegenwoordig voetbalcoach. Hij speelde 1 wedstrijd en scoorde daarin 1 goal in de UEFA Champions League 1993/94 kwalificatie voor Spartak Moskou tegen FC Skonto Riga.